# Sinomicrurus sauteri
Espèce
Synonymes
- Oligodon sauteri Takahashi, 1913
- Hemibungarus matsudai Oshima, 1920

Statut de conservation UICN

 LC  : Préoccupation mineure
Sinomicrurus sauteri est une espèce de serpents de la famille des Elapidae.

## Répartition
Cette espèce est endémique de Taïwan.

## Étymologie
Cette espèce est nommée en l'honneur de Hans Sauter (1871–1943).

## Publication originale
- Steindachner, 1913 : Über zwei neue Schlangenarten aus Formosa. Anzeiger der Akademie der Wissenschaften in Wien, Mathematisch-Naturwissenschaftliche Klasse, vol. 50, p. 218-220 (texte intégral).